# Вілфред Бадделі
Вілфред Бадделі (11 січня 1872 — 24 січня 1929) — британський тенісист, перша ракетка світу і старший із близнюків Бадделі. Його брат Герберт помер 20 липня 1931 року у Каннах.

## Кар'єра
Вілфред вперше взяв участь у Вімблдоні у 1890 році, і зрештою став триразовим переможцем турніру (титули у 1891, 1892 і 1895 роках). Його перемога із рахунком 6-4, 1-6, 7-5, 6-0 над Джошуа Пімом у фіналі 1891 року зробила його наймолодшим переможцем Вімблдону в одиночному розряді аж до Бориса Беккера у 1985. Крім того, він тричі був фіналістом Вімблдону — у 1893, 1894 і 1896 роках.
Зі своїм братом Гербертом він виграв чотири парних титули — у 1891, 1894,1895 і 1896 роках. Близнюки припинили свою кар'єру у 1897 році, аби почати адвокатську діяльність.

## Бізнес
У 1895 році Вілфред вивчився на адвоката. Він разом із братом приєднався до родинної адвокатської контори, у якій на той час працювали їхні батько і дядько. Цю фірму заснував їхній прадід у 1790 році. Брати залишалися на чолі компанії до 1919 року, коли передали її в управління своєму кузену Сирілу Беддлі.

## Фінали турнірів Великого шолома

### Одиночний розряд

#### Перемоги
| Рік  | Турнір   | Суперник у фіналі | Рахунок у фіналі        |
| 1891 | Вімблдон | Джошуа Пім        | 6-4, 1-6, 7-5, 6-0      |
| 1892 | Вімблдон | Джошуа Пім        | 4-6, 6-3, 6-3, 6-2      |
| 1895 | Вімблдон | Вілберфорс Івз    | 4-6, 2-6, 8-6, 6-2, 6-3 |

#### Поразки
| Рік  | Турнір   | Суперник у фіналі | Рахунок у фіналі        |
| 1893 | Вімблдон | Джошуа Пім        | 3-6, 6-1, 6-3, 6-2      |
| 1894 | Вімблдон | Джошуа Пім        | 10-8, 6-2, 8-6          |
| 1896 | Вімблдон | Гарольд Махоні    | 6-2, 6-8, 5-7, 8-6, 6-3 |

### Парний розряд

#### Перемоги
| Рік  | Турнір   | Партнер           | Суперник у фіналі                 | Рахунок у фіналі        |
| 1891 | Вімблдон | Герберт Бадделі   | Джошуа Пім Френк Стокер           | 6-1, 6-3, 1-6, 6-2      |
| 1894 | Вімблдон | Герберт Бадделі   | Гарольд Барлоу Чарльз Мартін      | 5-7, 7-5, 4-6, 6-3, 8-6 |
| 1895 | Вімблдон | Герберт Бадделі   | Ернест Льюїс Герберт Вілберфорс   | 8-6, 5-7, 6-4, 6-3      |
| 1896 | Вімблдон | } Герберт Бадделі | Реджинальд Догерті Гарольд Нісбет | 1-6, 3-6, 6-4, 6-2, 6-1 |

#### Поразки
| Рік  | Турнір   | Партнер         | Суперник у фіналі                 | Рахунок у фіналі   |
| 1892 | Вімблдон | Герберт Бадделі | Ернест Льюїс Гарольд Барлоу       | 6-4, 2-6, 6-8, 4-6 |
| 1897 | Вімблдон | Герберт Бадделі | Реджинальд Догерті Лоренс Догерті | 4-6, 6-4, 6-8, 4-6 |